# El arpa y la sombra
El arpa y la sombra es una novela histórica del escritor cubano Alejo Carpentier, publicada por primera vez en 1978. Dividida en tres partes, «El arpa», «La mano» y «La sombra», la novela aborda a varios personajes históricos, entre los que se encuentran Pío IX, Cristóbal Colón y León XIII.

## Argumento
La primera parte, el arpa, tiene como protagonista al Papa Pío IX, quién, ya anciano, recapitula sus viajes a América y la razón que lo conmovió a firmar la petición de beatificación de Cristóbal Colón por la Sacra Congragación de Ritos.
En la segunda parte el moribundo Cristóbal Colón reflexiona sobre su vida y todo lo que le tendrá que confesar al franciscano que vendrá a darle la extremaunción.
En la tercera parte de la novela un seminarista y un conservador de reliquias del Vaticano discuten sobre la propuesta del Papa León XIII acerca de la beatificación de Colón que sería la mano. Luego "El Invisible", que vendría a ser el alma de Colón, asiste a una asamblea que es formada por espíritus de personajes, sobre todo autores, importantes cuando estos deciden que Colón no será canonizado.
El arpa y la sombra es una corta pero muy interesante novela sobre Colón y la repercusión que su "descubrimiento" de América tuvo en general para el mundo, y en particular para la iglesia católica, desde un punto de vista ilustrado, de uno de los más importantes autores latinoamericanos del siglo XX.